# Peter Mráz
Peter Mráz (* 27. června 1954) je bývalý slovenský fotbalový záložník a útočník, reprezentant Československa. Za československou reprezentaci odehrál v letech 1976–1977 čtyři zápasy, dvakrát startoval v reprezentačním B-mužstvu, šestkrát v olympijském výběru, v reprezentaci do 21 let nastoupil 14x. V československé lize odehrál 301 utkání a dal 43 gólů. Hrál za Inter Bratislava (1973–1977, 1979–1986), Duklu Banská Bystrica (1977–1978) a Duklu Praha (1978–1979) s níž získal titul mistra republiky (1979). 14x startoval v evropských pohárech a dal zde 3 góly.

## Kariéra

### Prvoligová bilance
| Ročník                                     | Zápasy | Góly | Minuty | Klub                         |
| ------------------------------------------ | ------ | ---- | ------ | ---------------------------- |
| 1. československá fotbalová liga 1973/1974 | 28     | 1    | –      | TJ Inter Slovnaft Bratislava |
| 1. československá fotbalová liga 1974/1975 | 29     | 4    | –      | TJ Inter Slovnaft Bratislava |
| 1. československá fotbalová liga 1975/1976 | 25     | 2    | –      | TJ Inter Slovnaft Bratislava |
| 1. československá fotbalová liga 1976/1977 | 29     | 6    | –      | TJ Inter Slovnaft Bratislava |
| 1. československá fotbalová liga 1977/1978 | 27     | 4    | –      | ASVŠ Dukla Banská Bystrica   |
| 1. československá fotbalová liga 1978/1979 | 11     | 2    | –      | ASVŠ Dukla Banská Bystrica   |
| 1. československá fotbalová liga 1978/1979 | 1      | 0    | –      | ASVS Dukla Praha             |
| 1. československá fotbalová liga 1979/1980 | 20     | 4    | –      | TJ Inter Slovnaft Bratislava |
| 1. československá fotbalová liga 1980/1981 | 27     | 6    | –      | TJ Inter Slovnaft Bratislava |
| 1. československá fotbalová liga 1981/1982 | 25     | 5    | –      | TJ Inter Slovnaft Bratislava |
| 1. československá fotbalová liga 1982/1983 | 24     | 3    | –      | TJ Inter Slovnaft Bratislava |
| 1. československá fotbalová liga 1983/1984 | 24     | 2    | –      | TJ Inter Slovnaft Bratislava |
| 1. československá fotbalová liga 1984/1985 | 23     | 4    | –      | TJ Inter Slovnaft Bratislava |
| 1. československá fotbalová liga 1985/1986 | 7      | 0    | 630    | TJ Inter Slovnaft Bratislava |
| 1. belgická fotbalová liga 1985/1986       | 23     | 1    | –      | RSC Charleroi                |
| CELKEM I. ČS. LIGA                         | 301    | 44   | –      |                              |
| CELKEM I. BELG. LIGA                       | 23     | 1    | –      |                              |